# Maurice Delmotte (homme politique)
Pour les articles homonymes, voir Delmotte et Maurice Delmotte (homonymie).
Maurice Delmotte, né le 21 décembre 1899 à Ougrée et y meurt le 26 mai 1970, fut un homme politique belge socialiste.
Delmotte fut conseiller communal dès 1926, échevin de 1933 à 1938 et bourgmestre de 1947 à 1970 de Remicourt, sénateur de la province de Liège (1946-1949) et de l'arrondissement de Huy-Waremme (1949-1965).

## Sources
- Site PS Remicourt